# Шеин, Борис Васильевич
Борис Васильевич Шеин (погиб 25 сентября 1579) — русский военный и государственный деятель, окольничий и воевода, сын боярина воеводы Василия Дмитриевича Шеина (ум. 1550). Братья — Андрей, Григорий, Иван и Пётр Горбатый.

## Биография
В 1574—1575 годах Борис Васильевич Шеин был воеводой и наместником в Почепе. В 1576 году был пожалован в окольничие и командовал одним из полков русского войска. В 1578 году Б. В. Шеин служил воеводой в Туле, в это же году участвовал в ливонском походе, где был воеводой при «наряде» (артиллерии).
В конце июня 1579 года большая польско-литовская армия под командованием короля Стефана Батория вторглась в русские владения. Передовые отряды противника захватили крепости Козьян, Красный и Ситно. 11 августа королевские войска осадили Полоцк.
Летом 1579 году царь Иван Грозный отправил на помощь Полоцку русское войско под командованием воеводы Бориса Васильевича Шеина. Под его командованием находились воеводы: окольничий Фёдор Васильевич Шереметев, князья Михаил Юрьевич Лыков-Оболенский, Андрей Дмитриевич Палецкий и Василий Иванович Кривоборский. Русское войско было усилено отрядами донских казаков Юрия Булгакова и Василия Кузьмина Караваева. По царскому указу воевода Борис Васильевич Шеин с войском должен был попытаться пробиться в Полоцк, чтобы усилить его гарнизон, или занять близлежащую крепость Сокол, чтобы оттуда совершать набеги на польско-литовские войска и затруднять их сообщение с Литвой.
1 августа Б. В. Шеин с войском выступил из Пскова, но не смог прорваться в Полоцк. Польско-литовские войска полностью блокировали и осадили город. Тогда Борис Шеин с войском смог занять крепость Сокол и распространил сведения, что сам царь Иван Васильевич Грозный с большим войском вскоре прибудет под Полоцк. Однако польский король Стефан Баторий, не поверив дезинформации, отрезал воеводу Бориса Шеина от Полоцка. Польско-литовская армия продолжала осаждать и штурмовать Полоцк, а Борис Шеин, укрепившийся в Соколе, организовывал небольшие рейды на королевские позиции, но так и не смог оказать помощи осажденному полоцкому гарнизону. 30 августа после трехнедельной осады Стефан Баторий взял штурмом Полоцк.
19 сентября 1579 года король Стефан Баторий отправил из Полоцка на Сокол 5-тысячное войско под командованием Николая Юрьевича Радзивилла. Донские казаки, отправленные Борисом Шеиным на Полоцк, самовольно ушли домой. Поляки, литовцы и венгры осадили крепость. Осада продолжалась шесть дней. Небольшой русский гарнизон под командованием воеводы Б. В. Шеина не мог долго сопротивляться. 25 сентября поляки и литовцы взяли крепость штурмом, перебив почти весь гарнизон. Сам воевода Борис Васильевич Шеин погиб во время штурма, его труп был обезображен поляками. Вместе с ним погибли младшие воеводы, князья А. Д. Палецкий, М. Ю. Лыков-Оболенский и В. И. Кривоборский. Только второй воевода, окольничий Ф. В. Шереметев, с небольшим количеством воинов был взят в плен.

## Семья
Борис Васильевич Шеин оставил после себя двух сыновей. Одним из них был Михаил Борисович Шеин (ум. 1634), боярин и воевода, крупный русский полководец.